# Paul Fussell
Paul Fussell (Pasadena, California, 22 de marzo de 1924 - Medford, Oregón, 23 de mayo de 2012) fue un historiador y profesor emérito en la Universidad de Pensilvania. Fue autor de libros sobre cultura inglesa del siglo XVIII, las Guerras Mundiales e historia social, entre otros. Su libro más conocido fue La Gran Guerra y la memoria moderna (editado en castellano por Ediciones Turner en 2006).

## Biografía
Fussell se alistó en el Ejército en 1943, a los 19 años. En octubre de 1944 aterrizó en Francia, como miembro de la 103 división de infantería. El 11 de noviembre vivió su primera noche en la  línea del fuego. Fue herido mientras participaba en los combates de Francia como teniente segundo. Fussell sufrió depresión y rabia durante años tras su servicio militar. En su autobiografía editada en 1996 achacó su estado posterior a lo deshumanizado que fue su servicio militar y a la frustración que le produjo la forma tan romántica en que el Gobierno de los Estados Unidos se tomó la guerra. Desde los años 80 Fussell fue un crítico declarado de la glorificación del servicio militar y la guerra. Una de sus primeras influencia fue Henry Louis Mencken, pero lo rechazó como mentor, llamándolo "deficiente en el sentido trágico", después de su experiencia durante la guerra.

## Educación
Pasó sus años de estudiante en el Pomona College y obtuvo un doctorado en la Universidad de Harvard. Fue profesor en elConnecticut College, la Universidad de Rutgers, la Universidad de Heidelberg, King's College de Londres y la Universidad de Pensilvania. Se retiró de la enseñanza a mediados de los años 90.

## Familia
Su padre, Paul Fussell Sor, fue abogado corporativo en Los Ángeles, bajo la firma de O'Melveny y Myers. Su madre,  Wilhma Wilson Sill, nació en Indiana en 1894.
Su primera esposa, Betty Fussell, escritora sobre dietética y biógrafa, a quien conoció en el Pomona College, escribió Mi Guerra en la Cocina, una autobiografía en la que describe sus más de 30 años de matrimonio en términos bastante negativos, incluidas las denuncias contra Fussell sobre adulterio tanto con mujeres como con hombres.

## Muerte
Fussell falleció de causas naturales el 23 de mayo de 2012 en Medford, Oregón.

## Obras
1. Metro poético y forma poética (1965)
2. The Rhetorical World of Augustan Humanism: Ethics and Imagery from Swift to Burke (1965) El Mundo de retóricas augusta Humanismo: La ética y las imágenes de SWIFT a Burke (1965)
3. Theory of Prosody in Eighteenth-Century England (1966) Teoría de la prosodia en el siglo XVIII, Inglaterra (1966)
4. Eighteenth-Century English Literature (1969) editor with Geoffrey Tillotson and Marshall Waingrow Del siglo XVIII Inglés Literatura (1969) con el editor Geoffrey Tillotson y Marshall Waingrow
5. Samuel Johnson and The Life of Writing (1971) Samuel Johnson y la vida de escritura (1971)
6. English Augustan Poetry (1972) Inglés augusta Poesía (1972)
7. The Great War and Modern Memory (1975) La Gran Guerra y la Memoria Moderna (1975)
8. The Ordeal of Alfred M. Hale: The Memoirs of a Soldier Servant (1975) editor El calvario de Alfred M. Hale: Las Memorias de un Soldado Siervo (1975) editor
9. Abroad: British Literary Travelling Between the Wars (1980) En el extranjero: Literatura británica de viaje en el periodo de entreguerras (1980)
10. The Boy Scout Handbook and Other Observations (1982) El Manual de Boy Scout y otras observaciones (1982)
11. Sassoon's Long Journey (1983) editor, from The Complete Memoirs of George Sherston Sassoon del largo viaje (1983) editor, la totalidad de Memorias de George Sherston
12. Class, A Guide Through the American Status System (1983) Clase, A través de la Guía del sistema de estados de América (1983)
13. Caste Marks: Style and Status in the USA (1984) Casta Marcas: Estilo y Estado de los EE. UU. (1984)
14. The Norton Book of Travel (1987) editor El Norton Libro de Viajes (1987) editor
15. Thank God for the Atom Bomb and Other Essays (1988) Gracias a Dios por la bomba atómica y otros ensayos (1988)
16. Wartime: Understanding and Behavior in the Second World War (1989) Tiempo de guerra: Comprender y el comportamiento en la Segunda Guerra Mundial (1989)
17. BAD: or, The Dumbing of America (1991) MALO: o, La Dumbing de América (1991)
18. The Bloody Game: An Anthology of Modern War (1991) El sangriento juego: una antología de la guerra moderna (1991)
19. The Norton Book of Modern War (1991) editor El Norton Reserva de la guerra moderna (1991) editor
20. The Anti-Egotist. El Anti-egotista. Kingsley Amis: Man of Letters (1994) Kingsley Amigos: hombre de letras (1994)
21. Doing Battle - The Making of a Skeptic (1996) autobiography Hacer Batalla - La Producción de un escéptico (1996) autobiografía
22. Uniforms: Why We Are What We Wear (2002) Uniformes: ¿Por qué somos Qué Use (2002)
23. The Boys’ Crusade: The American Infantry in Northwestern Europe, 1944-1945 (2003) El Boys' Cruzada: La Infantería de América del Noroeste de Europa, 1944-1945 (2003)
24. La Gran Guerra y la memoria moderna. Prefacio de Jay Winter. TURNER (2016) ISBN 978-84-16354-12-2